# Palacio de Liria
Palacio de Liria – neoklasyczny pałac miejski położony w Madrycie, rezydencja Domu Alba.
Pałac został zbudowany w XVIII wieku; w stolicy rozmiarom ustępował jedynie Pałacowi Królewskiemu. Od początku XIX w. był oficjalną rezydencją Domu Alba w Madrycie i mieścił jego kolekcję sztuki i archiwum. Jest uznawany za największą prywatną rezydencję w Madrycie (200 pokoi na powierzchni 3500 m²). Otaczają go obszerne ogrody pałacowe.
Nazwa pałacu pochodzi od małej miejscowości Liria w Walencji, w której rezydował James Francis Edward Fitz-James Stuart y Ventura Colón de Portugal, III książę Berwick. Jego żona María Teresa de Silva y Álvarez de Toledo miała trudności z zajściem w ciążę, ale w 1752 urodziła jedynego syna Carlosa właśnie w Lirii. Kilkanaście lat później książę nazwał swój madrycki pałac na cześć miejscowości, w której urodził się jego dziedzic.